# (6521) Pina
(6521) Pina (1991 LC1) – planetoida z pasa głównego asteroid okrążająca Słońce w ciągu 3,8 lat w średniej odległości 2,43 j.a. Odkryta 15 czerwca 1991 roku.